# Allium geyeri
Allium geyeri es una especie de planta bulbosa del género Allium, perteneciente a la familia de las amarilidáceas, del orden de las Asparagales.

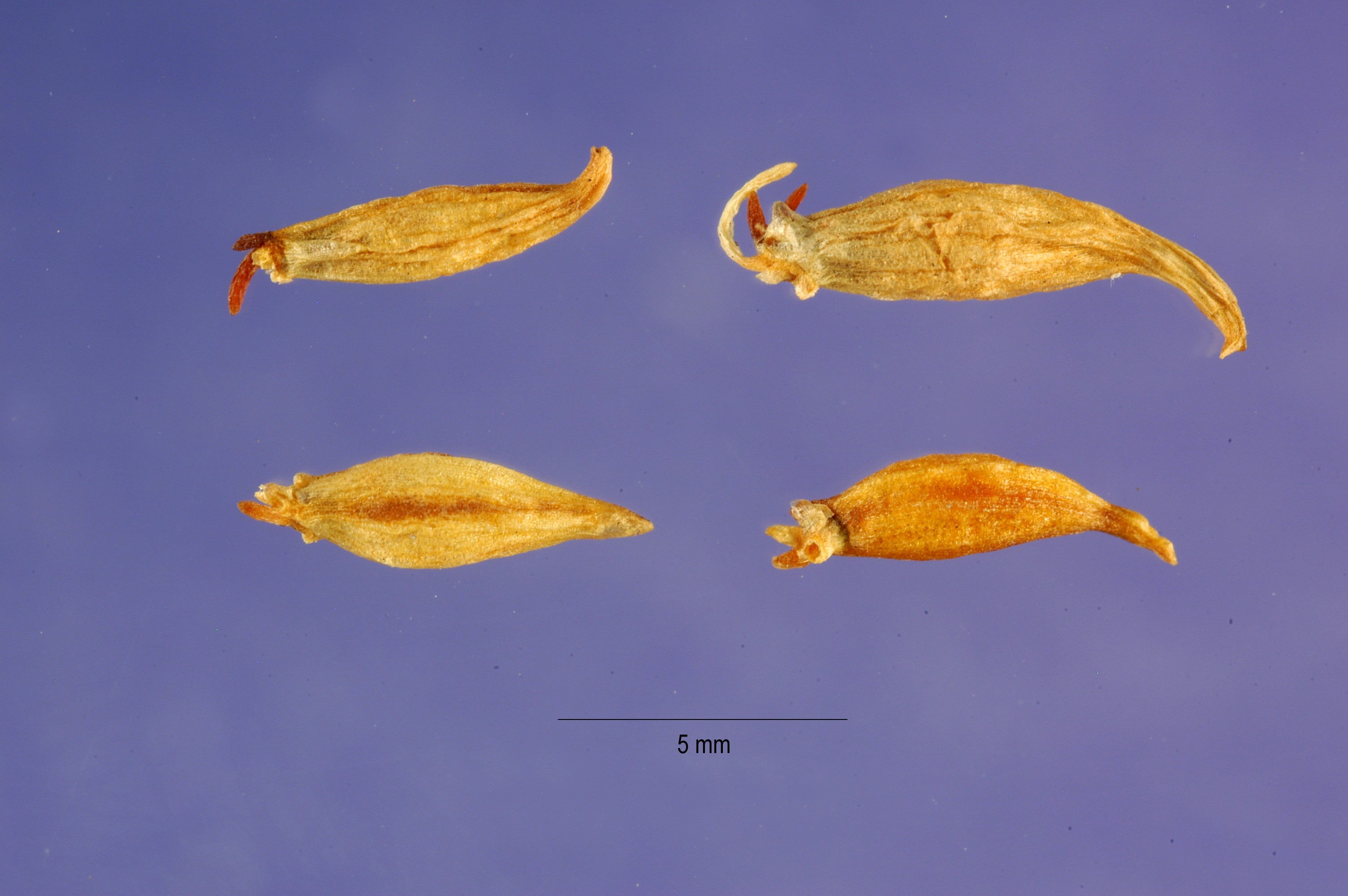
Semillas

Es originaria de Norteamérica.

## Descripción
Allium geyeri tiene de 2 a 10 bulbos, no rizomatosos, ovoides o alargados, de color gris o marrón. Las hojas persistentes, generalmente de color verde,  rectas, planas, canalizadas, de (6 -) 12 a 30 cm × 1-3 (-5) mm, los márgenes enteros o denticulados. Escapos persistentes, solitarios, erectos, cilíndricos, de 10-50 cm x 1.3 mm. Umbela persistente, erecta y compacta, con 10-25 flores, hemisférica a globosa. Flores campanuladas, con los tépalos erectos de color rosa a blanco, ovados a lanceolados, ± iguales.

## Taxonomía
Allium geyeri fue descrita por Sereno Watson y publicado en Proceedings of the American Academy of Arts and Sciences 14: 227–228, en el año 1879.
Etimología
Allium: nombre genérico muy antiguo. Las plantas de este género eran conocidos tanto por los romanos como por los griegos. Sin embargo, parece que el término tiene un origen celta y significa "quemar", en referencia al fuerte olor acre de la planta. Uno de los primeros en utilizar este nombre para fines botánicos fue el naturalista francés Joseph Pitton de Tournefort (1656-1708).
geyeri: epíteto otorgado en honor del botánico alemán Carl Andreas Geyer.
Variades aceptadas
- Allium geyeri var. geyeri
- Allium geyeri var. tenerum M.E.Jones[5]